# (33421) Byronxu
(33421) Byronxu est un astéroïde de la ceinture principale.

## Description
(33421) Byronxu est un astéroïde de la ceinture principale. Il fut découvert le 13 février 1999 à Socorro (Nouveau-Mexique) par le projet LINEAR. Il présente une orbite caractérisée par un demi-grand axe de 2,27 UA, une excentricité de 0,14 et une inclinaison de 1,2° par rapport à l'écliptique.